# Rainbow Syndrome
『Rainbow Syndrome』（レインボー・シンドローム）は、RAINBOWの韓国本国における初のフルアルバムであり、前作「SO女 (Repackage Edition)」から約1年8ヶ月ぶりの新作となる。なおフルアルバム発売にあたり、変幻自在な音楽観を余すところなく表現するため、2枚に分けてリリースしている。

## 収録曲

### Part.1
2013年2月13日に発売した。メイン・トラック“Tell me Tell me”を含む全6曲を収録している。 
1. Golden Touch
2. 두 눈을 감고 / 瞳を閉じて
3. Tell me Tell me
4. Cosmic Girl
5. 나만 아는 너는 절대 모를 이야기 / 私だけに分かる 君には絶対分からない話
6. In Love

※「1.Golden Touch」は、ジャッキー・チェン主演の映画「ライジング・ドラゴン」の韓国版広報ミュージックビデオに収録された。記事

### Part.2
2013年5月22日に発売した。メイン・トラック“Sunshine”を含む全7曲を収録している。 
1. Kiss Me
2. Sunshine
3. Don't Touch
4. Let's Dance
5. 기다릴게 / 待ってるね
6. Eenie Meenie Minie Moe
7. Chewing Time